# Озерова, Ирина Николаевна
Ири́на Никола́евна О́зерова (24 декабря 1934, Воронеж — 13 февраля 1984, Москва) — русская советская поэтесса, переводчица. Собственная поэзия Озеровой отличалась активной гражданской позицией и в советское время издавалась мало. Наибольшее признание Ирина Озерова получила как переводчик европейской поэзии (немецкой, французской, английской, австрийской). Для заработка выпустила более 80 книг переводов поэзии с языков народов СССР.

## Биография
Ирина Озерова родилась 24 декабря 1934 года в Воронеже в семье актёров Воронежского драматического театра. Отец Ирины погиб во время Великой Отечественной войны в 1942 году от прямого попадания бомбы в сцену театра, где он в этот момент играл в очередном спектакле. В детстве Ирина перенесла многие тяготы войны, в том числе бомбёжки и эвакуацию. Девочкой начала писать стихи и читала их и стихи любимых поэтов в госпиталях. В 1952—1956 годах училась на филологическом отделении историко-филологического факультета Воронежского государственного университета.
В 1956 году Ирина Озерова приняла участие в III Всесоюзном совещании молодых писателей в Москве, которое рекомендовало её книгу к изданию в издательстве «Молодая гвардия». Озерова отказалась от издания, сочтя свою книгу «недостаточно зрелой». По рекомендации того же совещания она, оставив четвёртый курс Воронежского университета, поступила в Литературный институт имени А. М. Горького, который окончила в 1960 году. Дважды в составе бригады молодых литераторов Озерова ездила на целину.
С 1960 года более десяти лет работала в редакциях газет «Литература и жизнь» и «Литературная Россия». Публиковалась в журналах «Подъём», «Москва», «Юность», «Молодая гвардия», «Смена» и др. При жизни Озеровой вышли только две книги её стихов — в 1960 году в Воронеже ещё незрелая «Это, правда, весна!..» и в 1980 году в Москве «Берег понимания», где её собственные стихи шли четвёртым разделом после переводов. Около двадцати лет Озерова занималась главным образом переводами поэзии народов СССР и, в меньшей степени, переводами европейской и американской поэзии. Собственная поэзия Ирины Озеровой не издавалась из-за обвинений в антисоветизме, чуждой идеологии, мрачности и безысходности.
В 1968 рукопись поэтической книги Озеровой получила положительную рецензию поэта Николая Рыленкова: «Я давно хочу иметь эту книгу на своей книжной полке и не понимаю, почему до сих пор должен её рецензировать». Ответом на это было отрицательное редакционное заключение Якова Шведова, не позволившее книге быть изданной:
Ни единой пометки я не сделал на полях рукописи, не мне учить, как и о чём писать Ирине Озеровой. Она давно сложившийся поэт, со своим складом и со своей авторской репутацией. Но характер её произведений далёк от поэтической правды, слишком много в отдельных её стихотворениях подтекста, граничащего иногда с клеветой на нашего рядового труженика и на наш народ. Некоторые её произведения антинародны и вредны. Подобная рукопись по своему содержанию чужда профилю издательства ЦК ВЛКСМ «Молодая Гвардия», эти стихи ничем не помогут в деле воспитания молодых строителей коммунизма и будущих защитников нашей Родины. Она, рукопись, могла бы быть адресованной в издательство «Скорпион» или «Прометей», но их закрыла Революция. В подобном выводе нет никакого подтекста, есть только правда! Рекомендовать к изданию рукопись И. Озеровой никак нельзя!
В 1975 году озеровский перевод стихотворения Шарля Бодлера «Приглашение к путешествию» («Дитя, сестра моя…») был отобран продюсером Татьяной Сашко в качестве литературного материала для концептуального альбома Давида Тухманова «По волне моей памяти» (1976); песня «Приглашение к путешествию» была записана для диска Александром Бырыкиным.
Озерова была депутатом Дзержинского райсовета Москвы и, сама живя в коммунальной квартире, добивалась предоставления квартир другим.
Ирина Озерова умерла 13 февраля 1984 года в Москве в возрасте 49 лет.

### Семья
- Дочь — Елена Олеговна Пучкова (р. 1959), советский и российский писатель, редактор, переводчик. Кандидат филологических наук[2].

## Творчество
И в жизни, и в творчестве Ирина Озерова была человеком активной гражданской позиции, что нашло отражение в её собственных стихах. К своему 50-летию и 35-летию творческой деятельности она подготовила так и не вышедшую рукопись, о которой писала в заявке в одно из московских издательств:
Книга состоит из стихов не датированных, но принадлежащих к разным периодам творчества. Мне захотелось выстроить её не по времени написания стихов, а по их творческой направленности, чтобы книга лучше сумела отразить моё постоянное желание быть непримиримой ко лжи и злу, нащупывать и вскрывать болевые точки эпохи.
Публикуясь в литературных журналах, Озерова практически была лишена возможности издавать свои книги и значительную часть жизни отдала художественному переводу. Начав переводить ради заработка, она стала признанным переводчиком поэзии Виктора Гюго, Шарля Бодлера, Райнера Марии Рильке, Джорджа Гордона Байрона, Роберта Грейвза, Ленгстона Хьюза, Эдгара Аллана По, Уильяма Плумера, Геррита Каувенара, Симона Вестдейка и др. Самой значительной частью заработка для переводчика поэзии в советское время были переводы «с языков народов СССР». Озерова выпустила более восьмидесяти книг таких переводов и даже в этом смогла проявить себя.
Полноценная книга стихов Ирины Озеровой под названием «Арена» вышла в издательстве «Современник», где она пролежала десять лет, только в 1985 году, через год после смерти автора. В 2013 году дочь Озеровой Елена Пучкова подготовила наиболее представительное издание её стихов и переводов «Память о мечте». Первым разделом книги стала собранная самой Ириной Озеровой к своему 50-летию и 35-летию творческой деятельности рукопись собственных стихов.

## Критика
Первую поэтическую книгу Ирины Озеровой «Это, правда, весна!..», изданную в Воронеже в 1960 году, Евгений Витковский называл «очень тощей и неудачной книгой оригинальных стихотворений» и из прижизненных изданий собственной поэзии Озеровой выделял лишь раздел оригинальных стихов в озеровском сборнике 1980 года «Берег понимания», где кроме этого, последнего раздела книги присутствовали также разделы переводов поэзии народов РСФСР, поэзии народов СССР и европейской поэзии.
Витковский считал, что талант Ирины Озеровой в полной мере реализовался только в переводах европейской поэзии — немецкой, французской, английской, австрийской. Переводам европейской поэзии Озеровой, по мнению Витковского, присуща «высокая культура поэтического слова». Особенно нелицеприятно Евгений Витковский отзывался о чеченской поэтессе Раисе Ахматовой, которую Ирина Озерова была вынуждена переводить для литературного заработка: на обложках её книг, переведённых Озеровой, по замечанию Витковского, «с тем же успехом мог быть обозначен и Джамбул».

## Участие в творческих и общественных организациях
- Член Союза писателей СССР (с 1961)[2]